# March 693

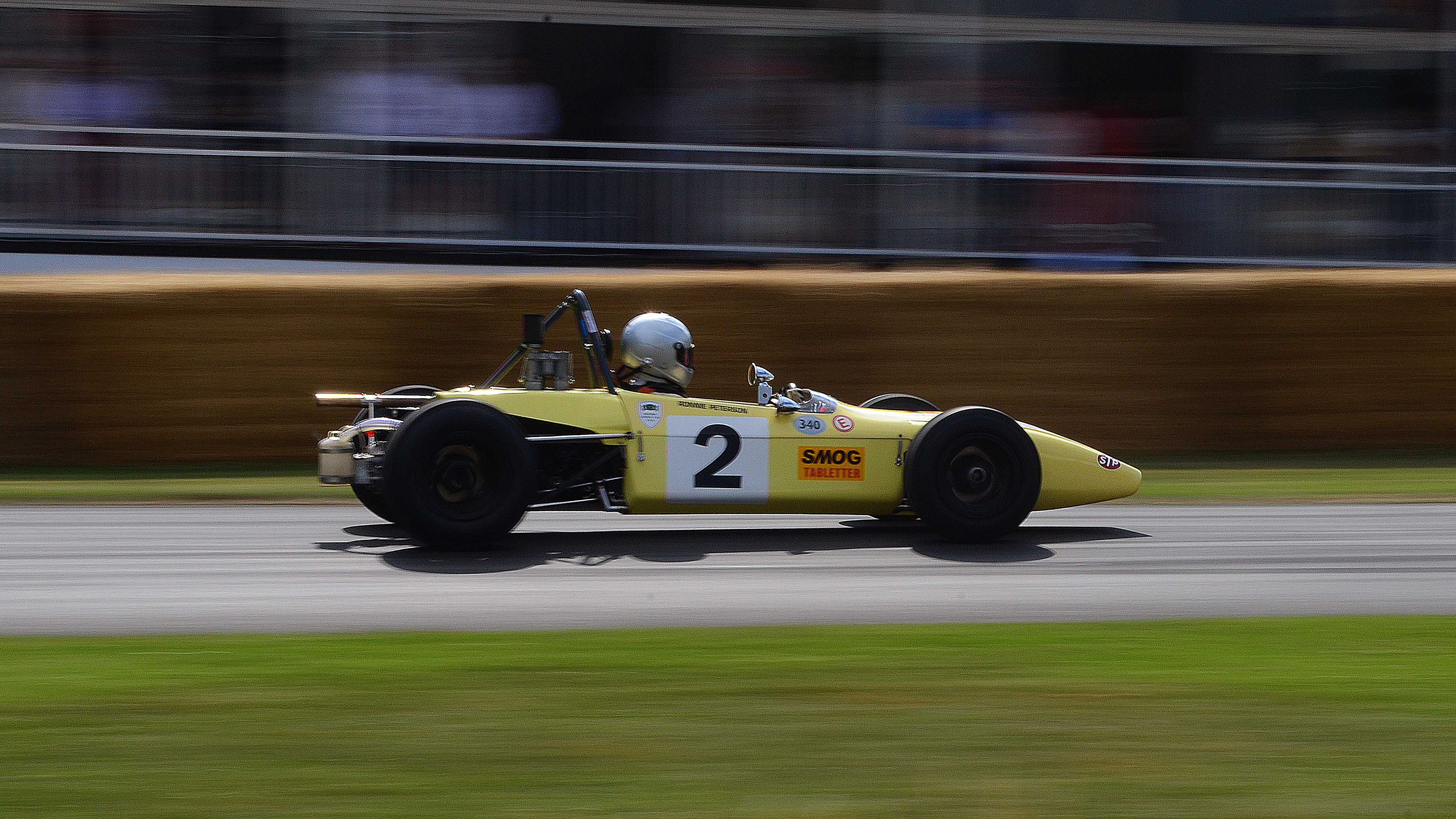
March 693

Der March 693 war der erste Rennwagen der 1969 von March Engineering gebaut und eingesetzt wurde.

## Entwicklungsgeschichte und Technik
Der als Formel-3-Rennwagen konzipierte March 693 war ein Einzelstück und der erste Rennwagen, der die Werkshallen des neuen Teams verließ. Der Wagen hatte einen einfachen Vierkantrohrrahmen, die Aufhängungen wurden teilweise aus bestehenden Rennwagen von Brabham und Lotus übernommen.

## Renngeschichte
Der Wagen absolvierte in seiner nur kurzen, einmonatigen Einsatzphase Ende der Saison 1969 lediglich 3 Rennen.
Das erste Rennen mit einem March bestritt Ronnie Peterson mit dem 693 bei der Lincolnshire International Trophy 1969 im Cadwell Park, wo er Dritter wurde. Der Wagen wurde vom Werksteam nur noch zweimal eingesetzt. Ronnie Peterson verunglückte eine Woche nach dem Debüt bei einem Rennen in Montlhéry damit schwer. Der Wagen wurde repariert und James Hunt fuhr damit 2 Wochen später einen Lauf zur britischen Formel-3-Meisterschaft in Brands Hatch, musste aber aufgeben.
In den letzten Jahren wurde der Wagen von einem großen March-Enthusiasten erworben. Er restaurierte das einmalige F3-Auto akribisch in seiner ursprünglichen Konfiguration. Im Jahr 2019 wurde der Wagen beim Goodwood Festival of Speed zur Feier des 50-jährigen Jubiläums von March vorgeführt.